# Lacam-d'Ourcet
Lacam-d'Ourcet là một xã thuộc tỉnh Lot trong vùng Occitanie phía tây nam nước Pháp.